# Elaeocarpus maquilingensis
Elaeocarpus maquilingensis är en tvåhjärtbladig växtart som beskrevs av Adolph Daniel Edward Elmer. Elaeocarpus maquilingensis ingår i släktet Elaeocarpus och familjen Elaeocarpaceae. Inga underarter finns listade i Catalogue of Life.